# رابرت فریزر

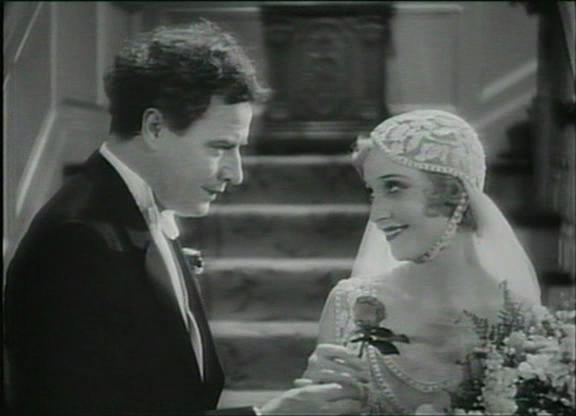
رابرت فریزر و مدج بلامی در فیلم White Zombie

رابرت فریزر (انگلیسی: Robert Frazer؛ ‏ ۲۹ ژوئن ۱۸۹۱ – ۱۷ اوت ۱۹۴۴) هنرپیشه، و بازیگر سینما اهل ایالات متحده آمریکا بود.
از فیلم‌ها یا برنامه‌های تلویزیونی که وی در آن نقش داشته‌است، می‌توان به مبارزه برای عدالت، خوارز، رابین‌هود، حلقه خلاف‌کاران، نان، و شهر اشاره کرد.